# 骷髅头和交叉骨头

歐盟的有毒物質標籤

傳統的凱力可·傑克海盜旗

它表示有毒

骷髅头和交叉骨头（英語：Skull and crossbones）或称骷髅画、骷髅头交叉骨图案，是一個由颅骨和兩根交叉的长骨組成，象徵死亡、致命或危險的符号。
骷髅头交叉骨是有毒物質的標籤，亦是典型的西方海盜旗樣式。

## 军事上
自18世纪中叶以来，骷髅图案已正式成为欧洲军队制服上的徽章。其中一支最早的部队是1741年的弗里德里希皇家马兵团，也被称为“骷髅马兵团”。从这一传统中，骷髅图案成为了德国乃至国际军队的重要象征。它在普鲁士军队中被使用，在第一次世界大战后由自由军团使用，并在纳粹德国的国防军和党卫军中得到了使用。由于其在军事环境中的使用以及不妥协、力量和前卫主义的语义，骷髅图案也成为了叛逆的重要象征，在次文化和青少年文化中占据重要地位。
在Unicode中，骷髏畫的符號為U+2620（☠）。HTML實體參引為&#9760。